# Classe Gato
La classe Gato est la classe de sous-marins qui formait la majorité de la flotte sous-marine de l'United States Navy pendant la Seconde Guerre mondiale. Le navire-tête de cette classe, l’USS Gato (« Roussette ») et ses sister-ships qui suivront, ainsi que les classes Balao et Tench, se rendront en grande partie responsables de la destruction de la marine marchande japonaise et du gros de la Marine impériale japonaise pendant la Seconde Guerre mondiale. Comme la plupart des autres sous-marins de l'US Navy de cette époque, les sous-marins de classe Gato ont reçu des noms de créatures marines.

## Conception et historique

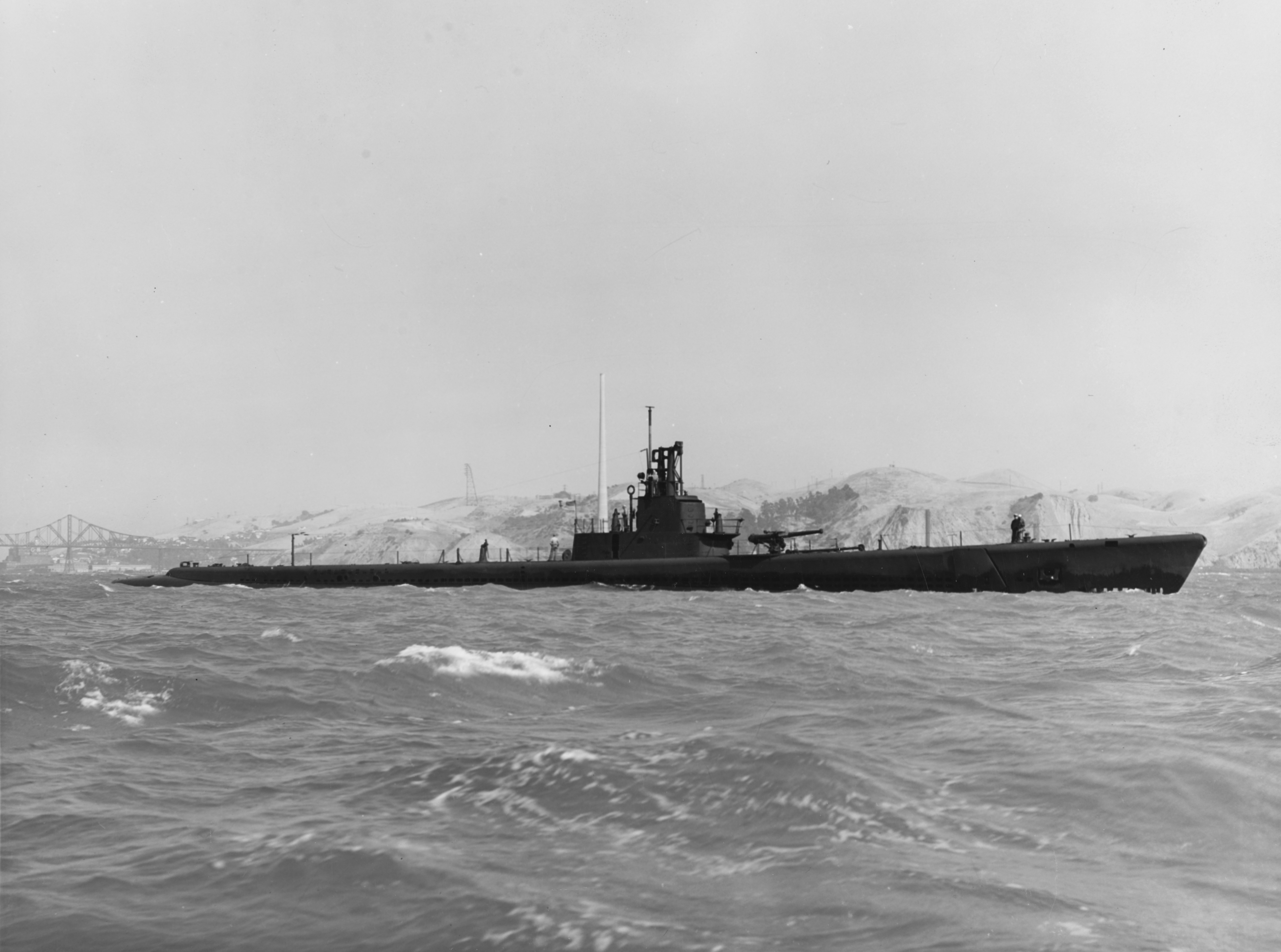
USS Wahoo (SS-238), 1943.

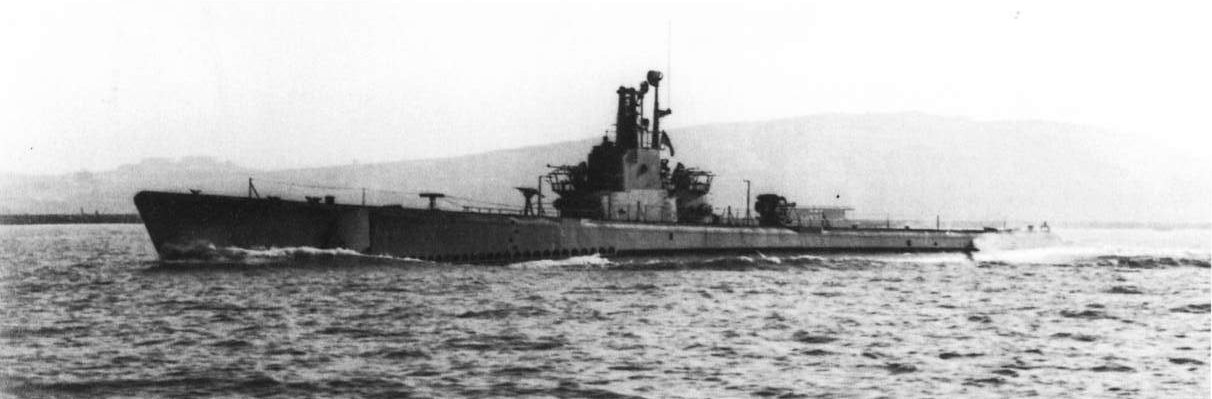
USS Mingo (SS-261) dans la baie de San Francisco, juillet 1945.

Ils ont été construits entre 1940 et 1944 pour rester en service jusqu'en 1969. Le coût unitaire d'un sous-marin de cette classe s'élevait à 2,85 millions de dollars de l'époque. Sur les 77 unités construites, 20 furent perdues pendant la guerre. Rendus obsolètes après la fin de cette dernière (bien que certains furent modernisés grâce au programme Guppy (Greater Underwater Propulsion Power Program), l'US Navy préférant conserver ceux de classe Balao et Tench car pouvant plonger à une plus grande profondeur. Certains sous-marins ont été donnés à des marines alliées : USS Barb (SS-220) (en) et Dace à l'Italie, Mingo au Japon (sous le nom de Kuroshio), Muskallunge et Paddle au Brésil, Lapon et Jack à la Grèce, Guitarro et Hammerhead à la Turquie. Les deux derniers navires de classe Gato actifs dans la marine américaine étaient le Rock et le Bashaw qui, tous les deux, ont été retirés du service le 13 septembre 1969 et ferraillés. Six ont été transformés en navire musées (voir plus bas).

## Faits d'armes notables
- Le porte-avions japonais Taihō, navire-amiral de la flotte du vice-amiral Jisaburō Ozawa pendant la bataille de la mer des Philippines, a été coulé par l'USS Albacore le 19 juin 1944 ;
- Le porte-avions Shōkaku, l'un des six porte-avions de la marine japonaise à avoir participé à l'attaque sur Pearl Harbor a été coulé par l'USS Cavalla le 19 juin 1944 ;
- L'USS Corvina a été le seul sous-marin américain a été avoir été coulé par un sous-marin nippon (I-176) pendant la Seconde Guerre mondiale ;
- L'USS Cobia a coulé un navire japonais transportant des renforts blindés qui faisait route vers Iwo Jima. Il est crédité d'un total de 16 835 tonnages coulés ;
- L'USS Mingo, qui sera donné à la force maritime d'autodéfense japonaise après la guerre sous le nom de Kuroshio, a coulé deux navires japonais pendant ses patrouilles ;
- L'USS Halibut, terriblement endommagé dans une attaque par un avion japonais le 14 novembre 1944, put retourner au port de Saipan. Rafistolé, il est renvoyé aux États-Unis. Examiné par des ingénieurs, il est jugé sans espoir de réparation et est désarmé le 18 juillet 1945, n'ayant jamais effectué d'autres patrouilles de guerre. La totalité de son équipage a survécu.

## Récipiendaires de laMédaille d'honneur
- Barb • Commandant : Eugene B. Fluckey
- Growler • Commandant : Howard W. Gilmore
- Harder • Commandant : Samuel D. Dealey

## Liste des unités de la classe
- USS Gato (SS-212)
- USS Greenling (SS-213)
- USS Grouper (SS-214)
- USS Growler (SS-215)
- USS Grunion (SS-216)
- USS Guardfish (SS-217)
- USS Albacore (SS-218)
- USS Amberjack (SS-219)
- USS Barb (SS-220)
- USS Blackfish (SS-221)
- USS Bluefish (SS-222)
- USS Bonefish (SS-223)
- USS Cod (SS-224)
- USS Cero (SS-225)
- USS Corvina (SS-226)
- USS Darter (SS-227)
- USS Drum (SS-228)
- USS Flying Fish (SS-229)
- USS Finback (SS-230)
- USS Haddock (SS-231)
- USS Halibut (SS-232)
- USS Herring (SS-233)
- USS Kingfish (SS-234)
- USS Shad (SS-235)
- USS Silversides (SS-236)
- USS Trigger (SS-237)
- USS Wahoo (SS-238)
- USS Whale (SS-239)
- USS Angler (SS-240)
- USS Bashaw (SS-241)
- USS Bluegill (SS-242)
- USS Bream (SS-243)
- USS Cavalla (SS-244)
- USS Cobia (SS-245)
- USS Croaker (SS-246)
- USS Dace (SS-247)
- USS Dorado (SS-248)
- USS Flasher (SS-249)
- USS Flier (SS-250)
- USS Flounder (SS-251)
- USS Gabilan (SS-252)
- USS Gunnel (SS-253)
- USS Gurnard (SS-254)
- USS Haddo (SS-255)
- USS Hake (SS-256)
- USS Harder (SS-257)
- USS Hoe (SS-258)
- USS Jack (SS-259)
- USS Lapon (SS-260)
- USS Mingo (SS-261)
- USS Muskallunge (SS-262)
- USS Paddle (SS-263)
- USS Pargo (SS-264)
- USS Peto (SS-265)
- USS Pogy (SS-266)
- USS Pompon (SS-267)
- USS Puffer (SS-268)
- USS Rasher (SS-269)
- USS Raton (SS-270)
- USS Ray (SS-271)
- USS Redfin (SS-272)
- USS Robalo (SS-273)
- USS Rock (SS-274)
- USS Runner (SS-275)
- USS Sawfish (SS-276)
- USS Scamp (SS-277)
- USS Scorpion (SS-278)
- USS Snook (SS-279)
- USS Steelhead (SS-280)
- USS Sunfish (SS-281)
- USS Tunny (SS-282)
- USS Tinosa (SS-283)
- USS Tullibee (SS-284)
- USS Golet (SS-361)
- USS Guavina (SS-362)
- USS Guitarro (SS-363)
- USS Hammerhead (SS-364)

## Navires-musées
- USS Cod (SS-224) à Cleveland, Ohio ;
- USS Silversides (SS-236) à Muskegon, Michigan ;
- USS Drum (SS-228) à Mobile, Alabama ;
- USS Cavalla (SS-244) à Galveston, Texas ;

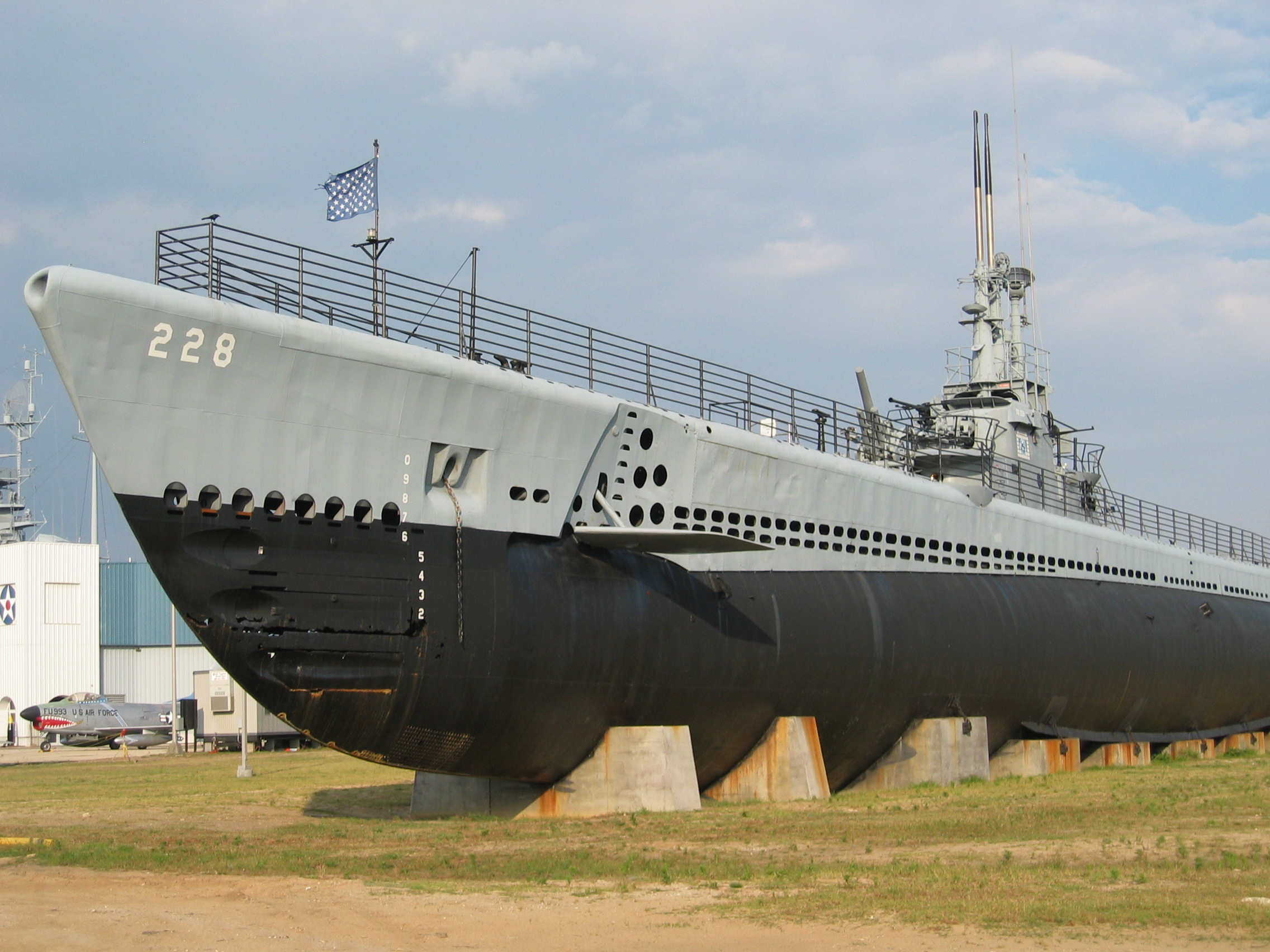
USS Drum (SS-228) au Battleship Memorial Park, Mobile, Alabama.

- USS Cobia (SS-245) dans le Wisconsin ;
- USS Croaker (SS-246) à Buffalo, New York.